# Po Tisuntiraydapaghoh
Po Tisuntiraydapaghoh (? - mort en 1780), nommé Nguyễn Văn Tịch  dans les sources vietnamiennes est souverain de Champa (Chiêm Thành) à  Panduranga de 1768 à 1780.

## Contexte
Po Tisuntiraydapaghoh est le fils cadet  de   Po Rattiraydaputao. Trois années après la mort de son aîné 
Po Tisundimahrai il est investi par le Seigneur Nguyễn comme souverain vassal. Il meurt en 1780
et avec lui s'achève la lignée directe de la famille royale fondée par Po Saktiraydapatih à la fin du XVIIe siècle.